# Servoventil
Ein Servoventil ist eine Variante des Stetigventils. Es lässt jede beliebige Zwischenstellung der Ventilöffnung und damit des Fluid-Durchflusses zu. Es unterscheidet sich vom einfachen Proportionalventil durch die Ausführung der Kolbensteuerkanten, mit deren Hilfe eine größere Bandbreite des Frequenzgangs erreicht wird (in der Branche auch "Dynamik" genannt).
Dies macht Servoventile insbesondere in der Regelungstechnik sehr wertvoll. Die Präzision, die zur Herstellung notwendig ist, macht sie allerdings teuer.

## Bauformen
Servoventile sind elektromagnetisch gesteuerte Stetigventile. Sie haben Kolben, die eine möglichst lineare Abhängigkeit zwischen Steuerstrom und Durchfluss ergeben. Proportionalventile haben eine Totzone im Nulldurchgang und ihr Vorteil liegt in anderen Bereichen. Der Vorteil von Servoventilen ist, dass sie dort keine Totzone haben.
Deshalb wird auch der Nulldurchgang voll genutzt, also beidseitig, die positive und negative Seite, was Durchfluss in beide Richtungen bedeutet. Deshalb sind Servoventile zumindest Drei-Wegeventile oder Wegeventile höherer Ordnung.
Einstufige Servoventile sind von einer elektromagnetischen Kraft angetrieben und bewegen einen Kolben. Zweistufige Servoventile gibt es, nach dem Funktionsprinzip unterschieden, in Düsen-Prallplatte-Ausführung (Prallplattenservo oder Flapper-Nozzle Servo) und mit beweglicher Düse (Jet Pipe Servo). Servoventile können mit größeren mediumgesteuerten Proportionalventilen zu mehrstufigen Ventilen kombiniert werden. Mediumgesteuerte Servoventile sind meist nur als fertig eingebaute Hauptstufe eines zweistufigen Servoventils, und nicht separat, erhältlich.

## Beispiele

### Einstufiges Servoventil

Einstufiges Servoventil mit Spule, ohne Spulenstrom

Einstufiges Servoventil mit Linearmotor, ohne Motorstrom

Der Kolben des einstufigen Servoventils wird direkt von der Spule bewegt. Es ist im Antrieb einem Proportionalventil ähnlich. Es ist so gebaut, dass die Spule (mit dem Strom Is) den magnetisch relevanten Überbau auf dem Kolben in einem annähernd linearen Bereich anzieht. Dagegen wirkt eine Feder, hier auf der anderen Seite. Im stromlosen Zustand ist das gezeigte Ventil nicht im gesperrten Zustand. Die Spule muss mit etwa 50 % angesteuert werden, dass sich der Kolben in die Mitte bewegt.
Wird das Servoventil mit einem Linearmotor oder einem Torquemotor statt einer Spule angetrieben, kann der Kolben aktiv in beide Richtungen bewegt werden. Er hat dann in der Mitte eine durch Federn hervorgerufene stromlose Nullstellung in Sperrposition.

### Prallplattenservoventil

Prallplattenservo, ohne Spulenstrom

Prallplattenservo, 50 % Spulenstrom, kurz nach dem Einschalten

Die Prallplatte eines entsprechenden Servos gehört zur ersten Stufe der zwei vorhandenen Ventilstufen. Des Weiteren gehören die 2 Düsen und die elektromagnetische Ansteuerung dazu. Zur 2. Stufe gehört der Kolben des Servoventils. Die Prallplatte ist in der Mitte zwischen zwei eng gegenüberliegenden Düsen platziert. Sie wird vom elektrischen Steuerstrom des Servoventils und vom Ventilkolben der zweiten Stufe beeinflusst, und sie beeinflusst die Hydraulikflüssigkeit in den Düsen. Die Beeinflussung vom Kolben der zweiten Stufe ist dabei die negative Rückkopplung des integrierten mechanischen Regelkreises, der dafür sorgt, dass der Kolben die vom Spulenstrom gewünschte Position erreicht und solange korrigiert, bis das der Fall ist.
Fließt noch kein Strom, befindet sich die Platte in der Mitte oder pendelt sich durch den Regelkreis rasch in der Mitte ein.
Fließt nun ein Strom wie im zweiten Bild, übt der Anker eine Kraft auf die Prallplatte aus. Aus den zwei Düsen kommt immer ein Flüssigkeitsstrahl. Die Platte neigt sich zu einer Düse, hier zur rechten, dort kann die Flüssigkeit nicht mehr ungehindert austreten. Damit erhöht sich der Druck in der dahinterliegenden Leitung. Da sie mit dem Kolben der zweiten Ventilstufe verbunden ist, bewegt sich dieser nach links.

Prallplattenservo, 50 % Spulenstrom

Prallplattenservo, ohne Spulenstrom, kurz nach dem Ausschalten

Nun kommt der Regelkreis ins Spiel. Der Kolben drückt die Prallplatte über die Feder wieder zurück und zwar so lange, bis sie wieder das Gleichgewicht zwischen linker und rechter Düse hergestellt hat und sich der Kolben damit nicht mehr bewegt. Die Prallplatte hat damit das Bestreben, immer in der Mitte zu liegen. Damit ist die Auslenkung des Kolbens proportional zur elektromagnetischen Kraft, die vom Anker ausgeht, hier etwa eine halbe Öffnung des Ventils. Ändert sich der Strom, folgt der Kolben entsprechend nach.
Das gilt natürlich auch für den Fall, dass der Strom, wie hier im zweiten Bild, ausgeht. Die Leitung bei der linken Düse hat erhöhten Druck und schiebt den Kolben nach rechts. Das geht solange, bis er sich in Grundstellung einpendelt.

#### Nullpunkteinstellung

Prallplattenservo, undicht in Sperrposition

Prallplattenservo, dicht in Sperrposition

Das Prallplattenservoventil hat somit einen mechanischen Nullpunkt, der sich einstellt, wenn kein Strom anliegt. In dem Zustand sollten auch die Arbeitsleitungsanschlüsse A und B gesperrt sein. Da die genannten Ventile auch aus Präzisionsgründen um dem Kolben eine dazupassende Hülse haben, kann damit der Nullpunkt eingestellt werden.
Man kann dazu die Hülse, wie hier nach links, verschieben. Das Ventil ist dabei in Betrieb damit der Durchfluss kontrolliert werden kann. Falls direkt dahinter ein Zylinder angeschlossen ist, kann auch seine Bewegung zur Durchflussmessung beobachtet werden, wenn ein weiteres Ventil angeschlossen ist, kann die Bewegung des Kolbens dieses indirekt gesteuerten Ventils gemessen werden.

## Messen und Regeln
Ein Servoventil kann eine interne mechanische Regelung haben, wenn 2 Stufen beteiligt sind. Außerdem kann die Kolbenposition überwacht werden, auch bei einstufigen Servoventilen. Normalerweise geschieht das mit berührungslosen Differentialtransformatoren (LVDTs). Mit dieser Information kann ein elektrischer Regelkreis gebaut werden. Er ist, wenn vorhanden, dem mechanischen Regelkreis übergeordnet, und gibt ihm den berechneten Sollwert vor. Die elektrische Regelung beschränkt sich auf das möglichst schnelle und exakte Erreichen der gewünschten Kolbenposition. Sie kann auch eine falsche Nullpunkteinstellung korrigieren, braucht dafür aber eine kurze Zeit, und funktioniert auch nur mit vorhandenem Strom.
Die Kolbenpositionsregelung schließt eine weitere übergeordnete Regelung nicht aus. Sie könnte die Zylinderposition kontrollieren, und bei Abweichungen zwischen dem Sollwert des Antriebsreglers und dem Ist-Wert korrigieren.

## Nullüberdeckung der Kolbensteuerkanten

Ruhezustand
Verschoben

Die Steuerkanten sind die Teile am Ventilkolben, die die Öffnungen zu den Arbeitsleitungsanschlüsse A und B verschließen oder freigeben. Sie sind damit letztlich für den Durchfluss des Ventils zuständig. Der Kolben von Servoventilen ist so geformt, dass er im Ruhezustand genau über der Arbeitsleitungsöffnung liegt, hier ist es über A. Der Kolben bzw. die enthaltenen Kerben stehen mit dem Rand des Arbeitsanschlusses Kante an Kante. Bei der kleinsten Bewegung des Kolbens beginnt die Hydraulikflüssigkeit im Arbeitanschluss zu fließen, hier in den Abgang A.

## Modularer Aufbau

Servoventil mit mechanischer Rückführung
Servoventil mit elektrischer Rückführung
Servoventil mit barometrischer Rückführung

Servoventile sind in der Praxis – wie in den Abbildungen dargestellt – modular aufgebaut. Dies ermöglicht es, einzelne Komponenten zu standardisieren und Servoventile nach dem Baukastenprinzip – auf den jeweiligen Anwendungszweck optimiert – zusammenzubauen.

## Anwendung
Aufgrund der in der Praxis meist geforderten Präzision eines Servoventils gehören Servoventile zum teuersten Ventiltyp am Markt. Deshalb werden Servoventile nur für spezielle Anwendungen verwendet, wenn etwa ein Proportionalventil nicht ausreichend ist. Außerdem verbrauchen sie im Betrieb immer etwas Hydraulikflüssigkeit, auch ohne dass sich etwas bewegt. Servoventile kommen etwa in der Servolenkung beim Auto oder bei der Ansteuerung von Leitwerken in einem Flugzeug zur Anwendung sowie in verschiedenen Positionierungsaufgaben der hydraulischen Antriebstechnik.